# Murtadha Raad
Murtadha Raad (23 febbraio 1993) è un pugile iracheno.

## Palmarès
- Campionati asiatici

Ammann 2013: bronzo nei pesi mosca.